# Конинкслоо, Гиллис ван
Гиллис ван Ко́нинкслоо Третий (также называемый: Гиллис ван Конинкслоо Второй) , а также Эгидиюс Конинксло и Гиллис фан Конинкслоо; нидерл. Gillis van Coninxloo; 24 января 1544, Антверпен — 4 января 1607, Амстердам) — фламандский живописец-пейзажист. Последние двадцать лет своей жизни он провел сначала в Германии, а затем в Голландской Республике. Сыграл важную роль в развитии голландского пейзажа на рубеже XVI—XVII веков.

## Семья художников Конинкслоо
Конинкслоо — большая семья потомственных фламандских и голландских живописцев XVI—XVII веков родом из Антверпена. Наиболее известны: Ганс ван Конинкслоо Второй (1565—1620), Ганс ван Конинкслоо Третий (1564—1648) и Исаак (Айзак) ван Конинкслоо (1580—1634), а также Гиллис ван Конинкслоо Третий. В разных источниках прозвания «второй» и «третий» противоречат друг другу; родственные отношения между ними в доступных источниках не проясняются .

## Жизнь и творчество Гиллиса ван Конинкслоо Третьего
Гиллис ван Конинкслоо родился в Антверпене в 1544 году. Был учеником Питера Кука ван Альста Младшего и Ленарда Круса, совершенствовал живописное мастерство у Гиллиса Мостарта в Антверпене. Побывал во Франции. В 1570 году стал членом антверпенской Гильдии Святого Луки и работал в Антверпене до 1585 года. Затем он переехал в Амстердам, где и умер в 1607 году.
По свидетельству историка искусства начала XVII века Карела ван Мандера, Конинкслоо был новатором в технике пейзажной живописи, и ему стали подражать его современники. Мандер писал, что «не знает в настоящее время лучшего художника-пейзажиста и что в Голландии очень следуют его манере». Это известие подтверждают два пейзажа работы Конинкслоо в Садовом дворце Лихтенштейнов в Вене, отличающиеся оригинальным приёмом изображения листвы. Вместе с Херри мет де Блесом, Лукас ван Гасселем и другими Конинкслоо способствовал выделению пейзажа в отдельный жанр живописи. В некоторых пейзажах Гиллиса ощущается влияние североевропейского (отчасти итальянского) маньеризма.
Конинкслоо оказал значительное влияние на Яна Брейгеля Старшего, Питера Шубрука, Руланта Саверея и других фламандских и голландских художников-пейзажистов этого периода. У него было много учеников, включая Питера Брейгеля Младшего, Говерца ван Арнема, Виллема ван ден Бунделя, Гиллиса ван Конинкслоо Третьего, Йонаса ван Мерла, Геркулеса Сегерса и Жака ван дер Вийена.
Во время пребывания во Франкентале (земля Рейнланд-Пфальц) в Германии с 1588 по 1595 год он оказал влияние на нескольких известных художников-пейзажистов, эмигрантов из Фландрии, которых теперь называют «школой Франкенталя». Влияние школы распространилось в Голландии и Германии благодаря гравюрам, в основном созданных фламандскими эмигрантами-гравёрами Николасом де Брейном и Яном ван Лондерзелем, а также картинам живописцев Хендрика ван дер Борхта, Питера Шубрука, Антона Мироу.
В собрании санкт-петербургского Эрмитажа имеется картина работы Гиллиса ван Конинкслоо «Пейзаж с изображением мифа о Латоне и ликийских крестьянах», а также несколько гравюр, основанных на других его работах.

## Галерея

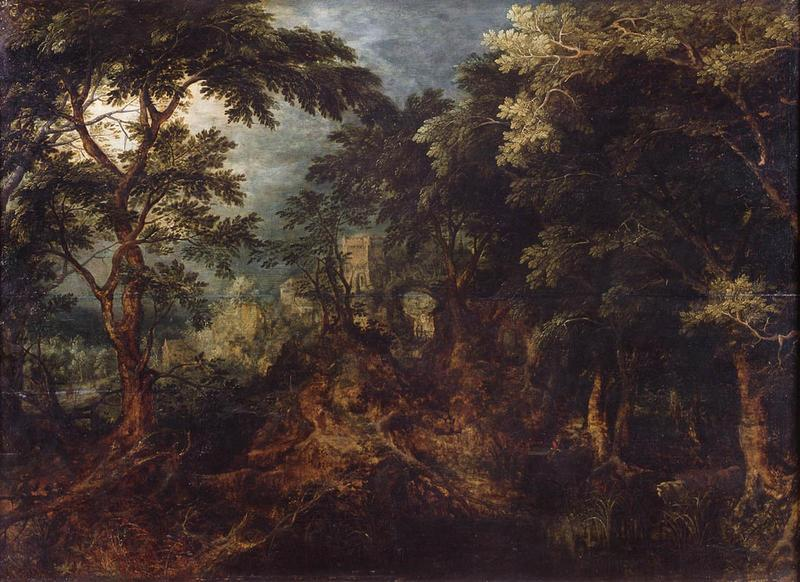
Лесной пейзаж с коровой на переднем плане. 1597. Дерево, масло. Музей изобразительного искусства, Страсбург
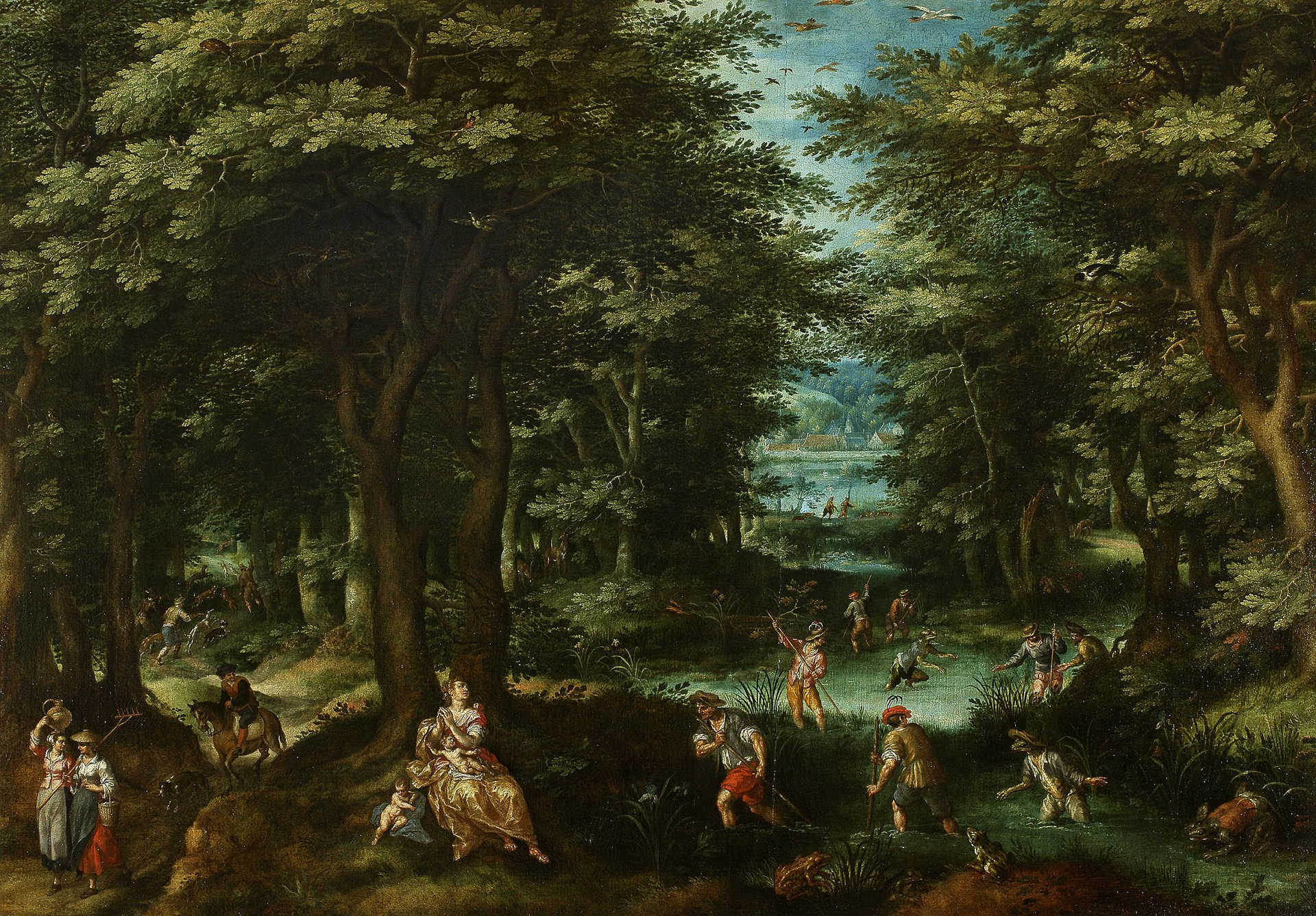
Пейзаж с изображением мифа о Латоне и ликийских крестьянах. 1607—1615. Холст, масло. Государственный Эрмитаж, Санкт-Петербург
Пейзаж. 1570-е. Медь, масло. Прадо, Мадрид
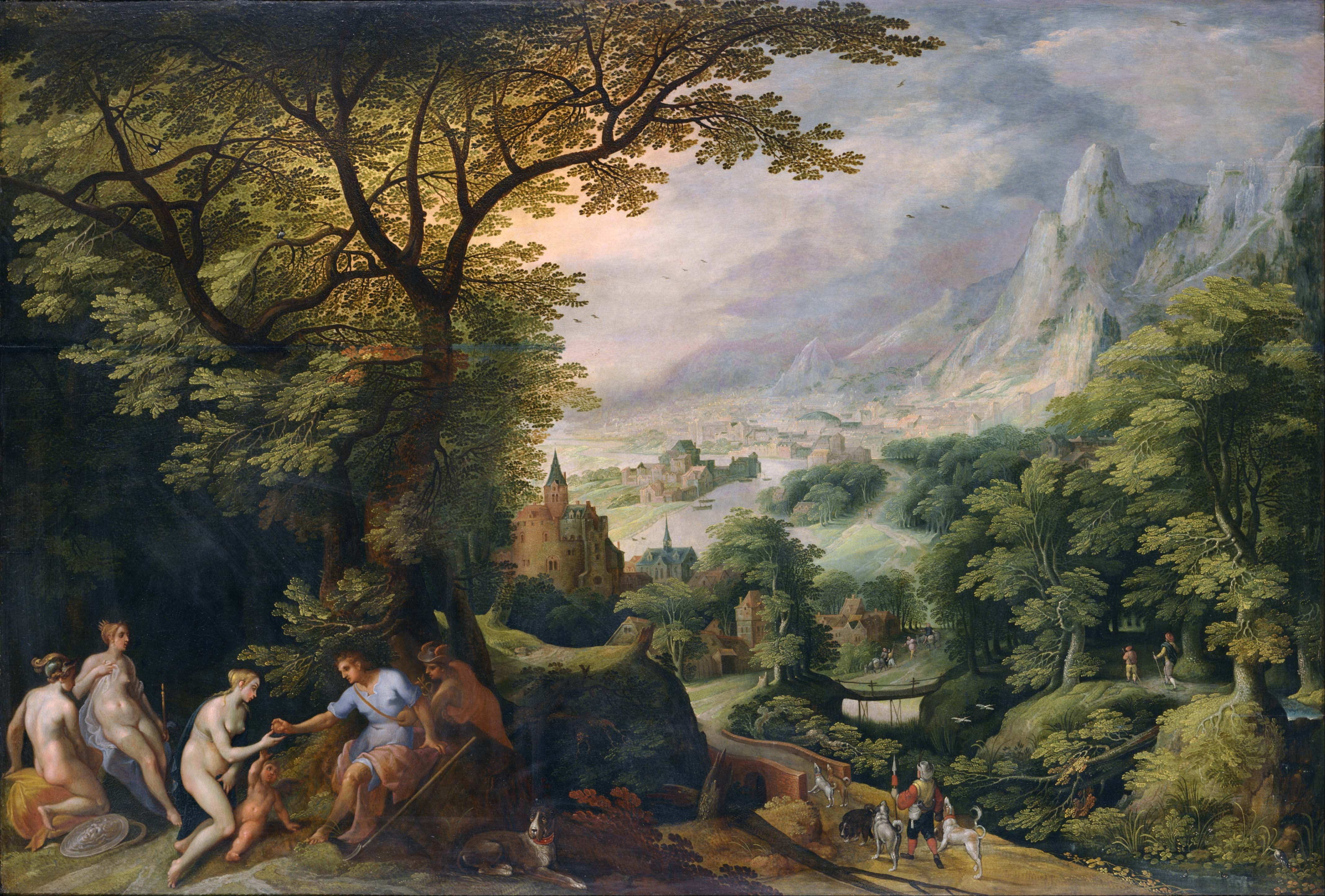
Суд Париса. Дерево, масло. Национальный музей западного искусства, Токио
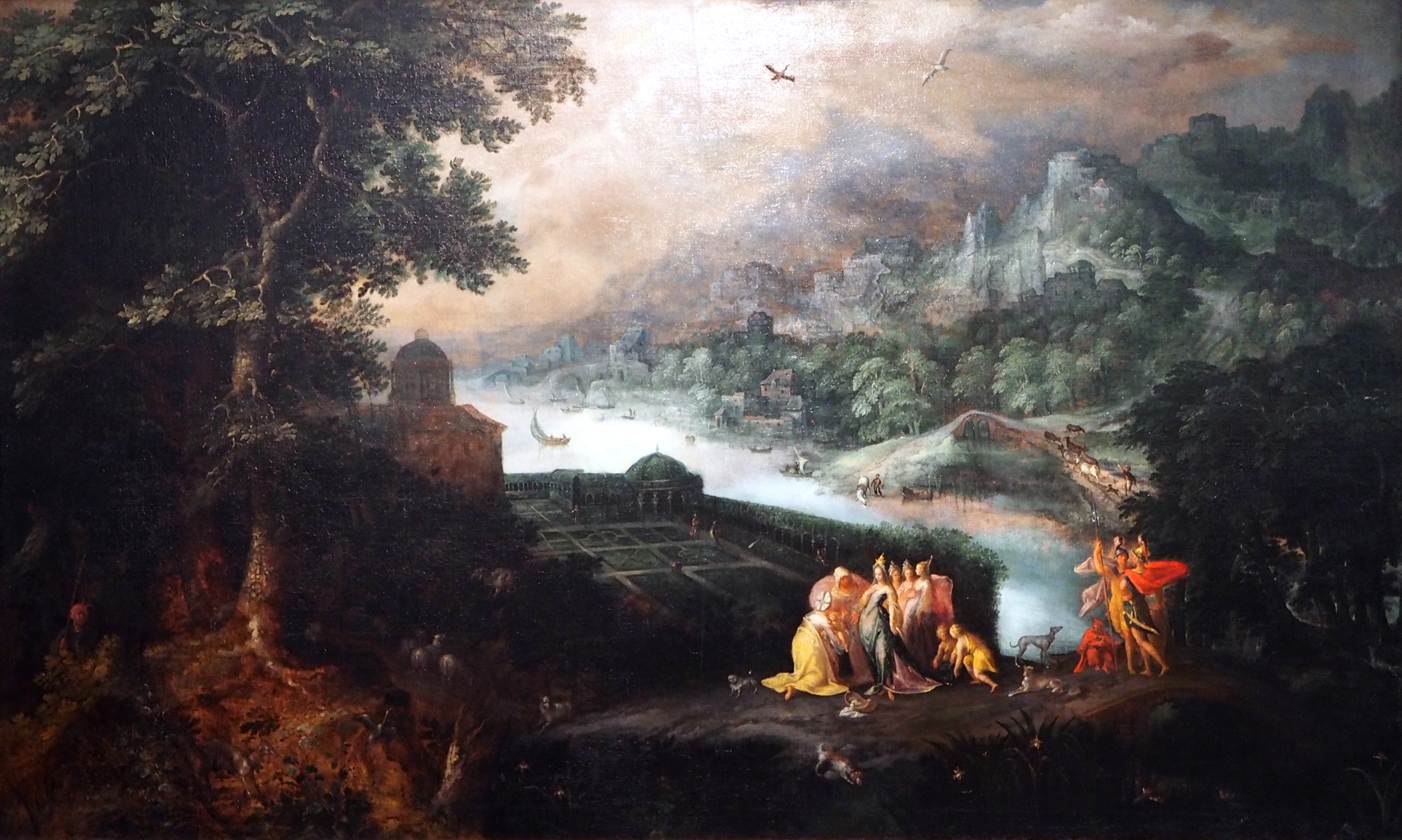
Нахождение Моисея. 1560-е. Холст, масло. Музей истории культуры, Росток
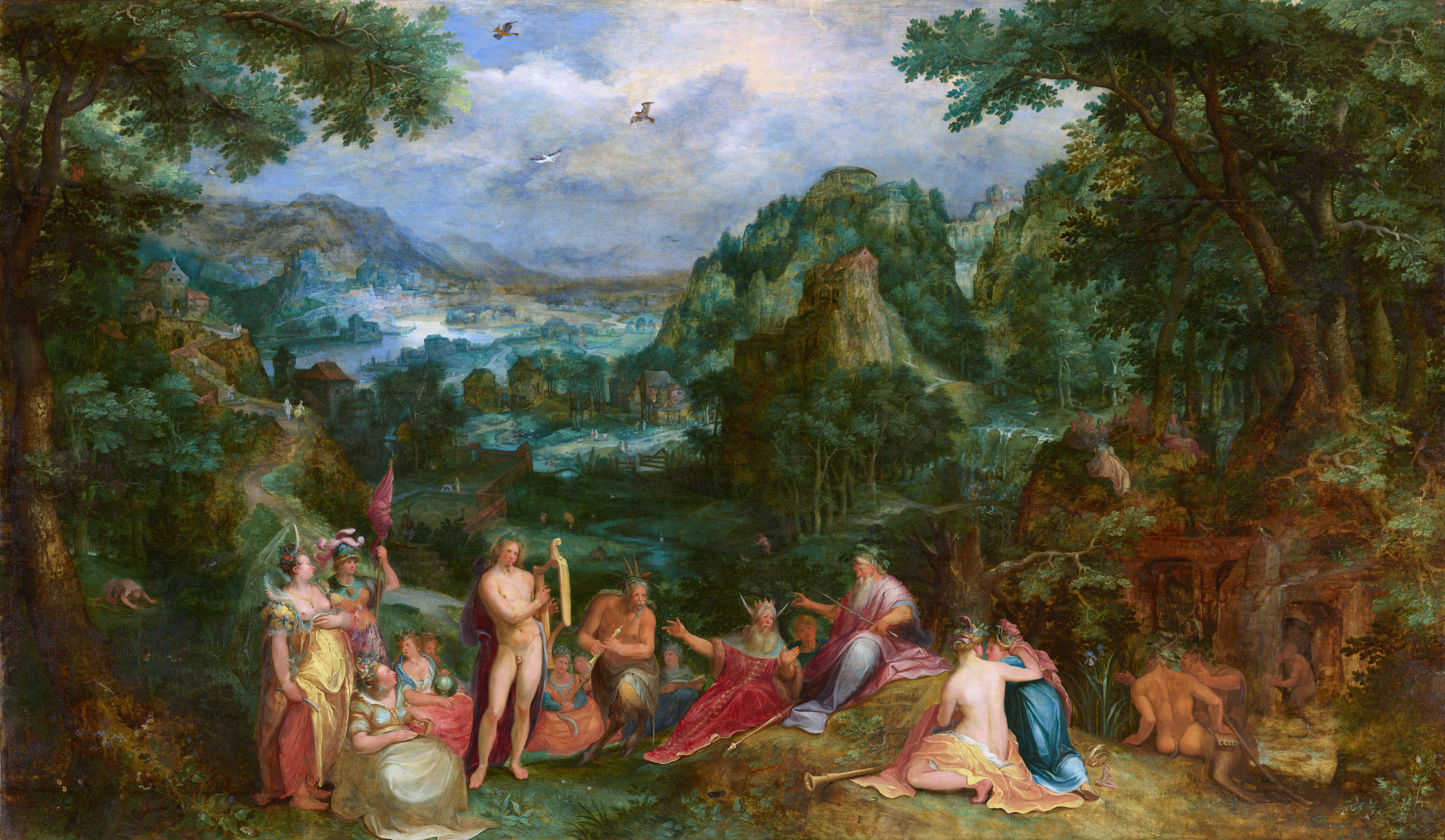
Карел ван Мандер и Гиллис ван Конинкслоо. Пейзаж с судом Мидаса. 1598. Дерево, масло. Государственные художественные собрания, Дрезден
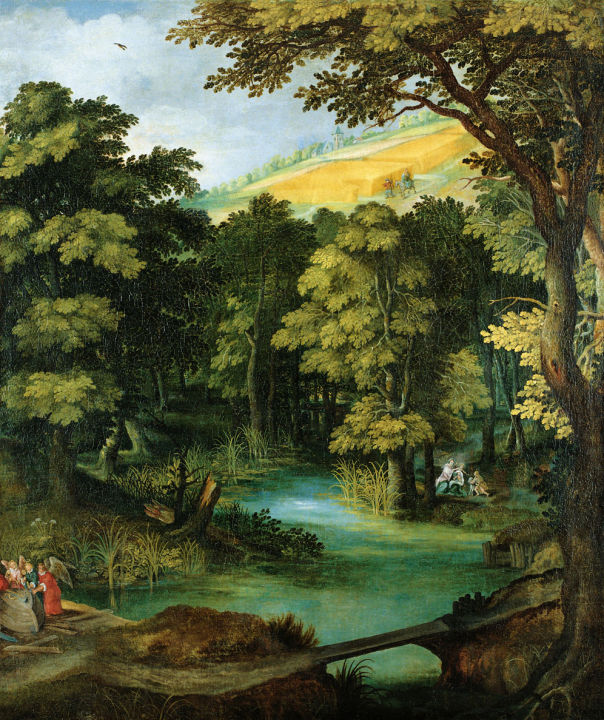
Школа Франкенталя. Пейзаж со сценами из жизни Девы Марии. Холст, масло. Кадриорг, Таллин
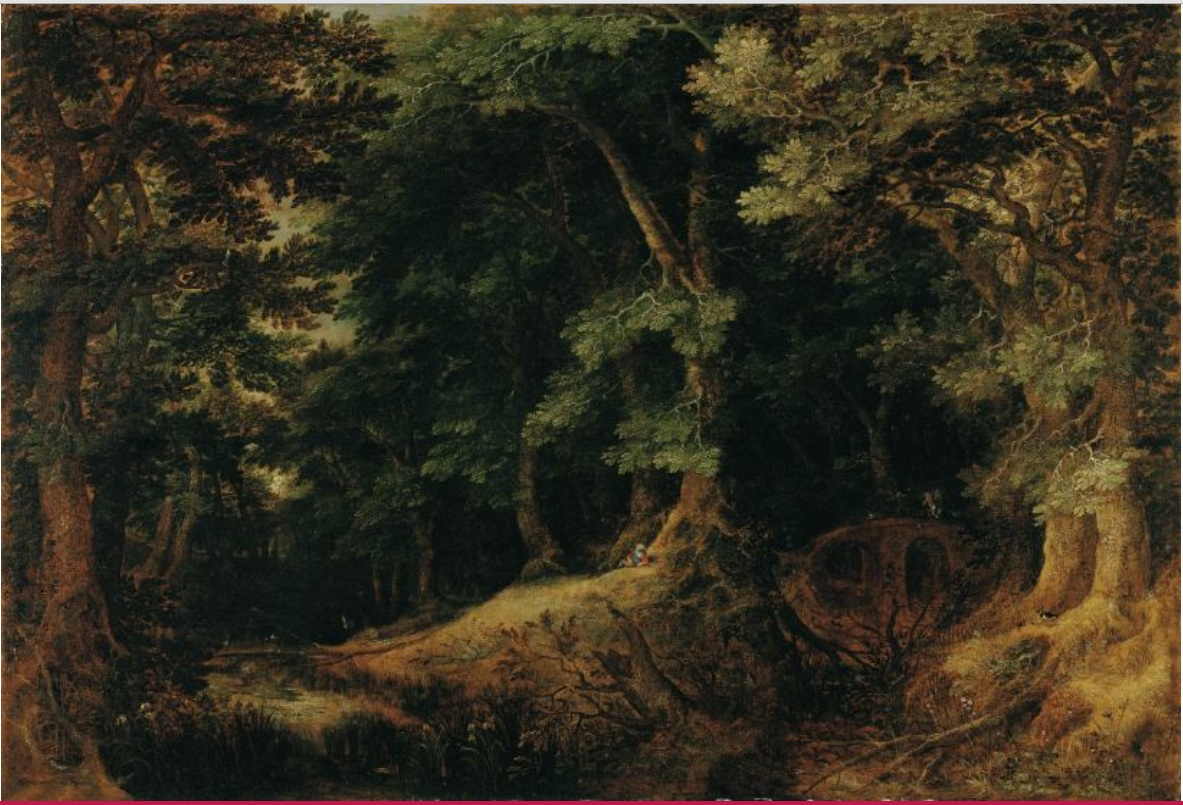
Лесной пейзаж. Дерево, масло. Коллекция Лихтенштейнов, Вена